# Ovation Guitars
Ovation Guitars, o più semplicemente Ovation, è un'azienda statunitense che produce principalmente chitarre acustiche. Nata nel 1966, fa parte del gruppo Kaman Music Corporation con sede a New Hartford, una città nei pressi di Hartford in Connecticut.
La Ovation produce inoltre bassi elettrici e chitarre elettriche.

## Storia
La Ovation deve la sua nascita a Charles Kaman, un costruttore di elicotteri appassionato di musica country. Kaman infatti voleva costruire una chitarra senza l'utilizzo del legno, con il quale è impossibile riuscire a costruire due strumenti musicali perfettamente identici.
Per questa ragione studiò e inventò, insieme con un team di ingegneri e tecnici aerospaziali, un materiale innovativo in fibra di vetro, chiamato oggi Lyrachord: alla tavola superiore in legno di abete venivano abbinati il fondo e la fascia laterale costruiti appunto in lyrachord; il fondo aveva la forma bombata a coppa caratteristica delle Ovation.
La prima chitarra Ovation, la Balladeer,  fu commercializzata nel 1967. Essa era inoltre caratterizzata dall'innovativo pickup piezo, rimasto esclusiva della Ovation fino alla fine degli anni settanta.

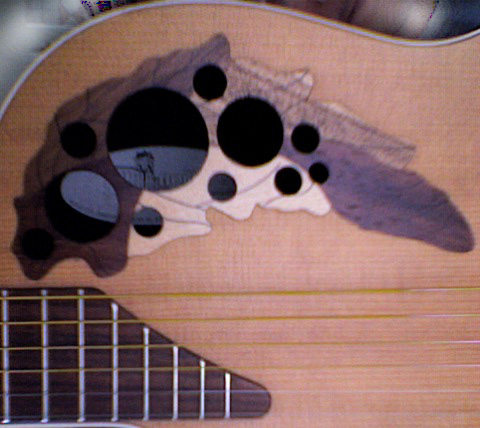
Particolare della tavola

Ancora più innovativa fu la Adamas, nata nel 1976 dopo alcuni anni di studi da parte di Kaman: la tavola fu interamente costituita da due strati di grafite con in mezzo una lamina in legno di betulla. La buca fu eliminata e sostituita da una serie di ventidue fori più piccoli collocati sulle spalle. Questa tavola fu chiamata da allora Fibronic Soundboard. Novità anche nel manico, costruito in legno di noce impregnato di resina con incorporata la cosiddetta Kaman-bar, una barra a U finalizzata a rafforzare il manico. Una seconda versione, meno costosa, della Adamas venne messa in commercio nel 1982.
Il primo artista affermato ad usare e pubblicizzare una Ovation fu Josh White (anche se il più grande passo avanti avvenne grazie al sostegno pubblicitario del noto Glen Campbell); con il passare degli anni le chitarre Ovation sono state utilizzate da altri chitarristi in tutto il mondo, tra cui il celebre cantautore Cat Stevens.